# Aeroportul Colmar
Aeroportul Colmar (IATA: CMR, ICAO: LFGA) este un aeroport din Houssen, Cantonul Andolsheim, arrondissement de Colmar⁠(d), Haut-Rhin, Grand Est, Franța metropolitană, Franța ce deservește zona Colmar. Aeroportul a fost tranzitat în 2022 de 2.476 de pasageri. A fost numit după zona deservită.
Situat la o altitudine de 191 m, aeroportul dispune de o singură pistă.